# Chouxia saboureaui
Chouxia saboureaui là một loài thực vật có hoa trong họ Bồ hòn. Loài này được Capuron ex G.E.Schatz, Gereau & Lowry mô tả khoa học đầu tiên năm 1999.